# Sjørring Sø
Sjørring Sø er en tørlagt sø som var 8 km lang og strakte sig nord for Sjørring og Jannerup i Thy. Søen blev tørlagt i 1858-62. Initiativtageren til udtørringen var kaptajn J.C.H.C. Jagd, som også byggede Egebaksande og Rosvang. Søen afvandes af Hvidbjerg Å-systemet.
Navnet Sjørring, egentlig Sjørrind, betyder "sø-ende". I den udtørrede sø ligger gården Rosvang. Søens jorder blev derudover bl.a. opdelt mellem gårdene Egebaksande og Schæfergaard, hvoraf den sidste senere blev revet ned.

## Forhistorie og sagn
Søbunden ligger 11 meter over havniveau. Det kan derfor ikke have haft forbindelse til Vesterhavet. Men ifølge legenden var Sjørring sø engang en en vig og god naturhavn, hvor sørøvere også kom på besøg. Til beskyttelse for egnen anlagde folkevisens prins Nilaus, som Thit Jensen skrev om,  en borg ved søen, og da sørøvere igen søgte ly i vigen, gik lokalbefolkningen løs på dem. I det påfølgende søslag skal en biskop være omkommet og begravet på Sjørring kirkegård. I dag regnes det dog ikke som en bispegrav. Den usædvanlige gravsten skal derimod være en fremstilling af bispehelgenen Sankt Nikolaus af Myra, forløberen til dagens julemand. I øvrigt er gravens udseende ret nyt, idet den er samlet af flere romanske gravminder. 
Sagnet om søslaget er måske et minde om vikingetidens Færgeborg, der lå på en holm i Sjørring Sø. 
Da Sjørring Sø blev udtørret, blev der på søbunden fundet mange spor af tidligere bebyggelse, så søen kan ikke have været ældgammel, men er måske dannet ved, at sandflugt standsede vandafløbet mod vest.
Ved den følgende udtørring af Sperring Sø i 1876 blev der gravet en afvandingskanal mellem de to søer. Her fandt man en mængde oldsager, deriblandt enkelte økser som vikingetidens. Nationalmuseets udgravninger afdækkede en dæmning fra 1100-tallets fæstningsanlæg, nemlig to pælerækker af afbarkede egestammer med grus og sten imellem, fra ydervolden over det gamle åløb ind til det højereliggende land. Her fandt man overraskende et lille stenkammer ved dæmningens østre side.

## Tørlægning
Søen blev indvundet i årene 1858-62, og arealet på ca. 800 hektar anvendt til agerjord. På arealet blev der bygget tre gårde: Rosvang, Schæfergården og Egebaksande, hvorfra der især blev dyrket rapgræs. Indvindingen blev udført under ledelse af kaptajn Jens Christian Henrich Claudius Jagd (1821-95).  Jagd kom til Thy i 1857 og fik af Indenrigsministeriet i oktober samme år tilsagn om skattefrihed i tyve år for de tørlagte områder; men af egnens ledende mænd blev hans projekt betegnet som "galmandsværk". Først havde Jagd indgået et samarbejde med lodsejerne omkring
Sjørring Sø om udtørring af søen; men da de faldt fra, kom han til at stå for projektet alene. Det eksisterende åløb fra Sjørring Sø til Faddersbøl var ikke tilstrækkeligt til at tage en større mængde vand, så Jagd fik gravet en ny kanal til at lede vandet fra søen ud i Hvidbjerg Å-systemet, der via Ove Sø, Ørum Sø og Flade Sø ender i Krik Vig i Limfjorden. Kanalen blev op til 12 meter dyb og 36 meter bred foroven.  Jordarbejdet var det hidtil største ved en dansk søudtørring. Mens gravearbejderne stod på i løbet af 1859, var der mindst et par hundrede mand fast beskæftiget. I 1862 kunne dyrkningen af søarealet begynde. 
I 2008 var 86 forskellige fuglearter registreret i området. 